# Shekarak
Shekarak (persiska: شکرك) är en ort i Iran.   Den ligger i provinsen Bushehr, i den centrala delen av landet, 700 km söder om huvudstaden Teheran. Shekarak ligger 936 meter över havet och antalet invånare är 173.
Terrängen runt Shekarak är kuperad. Runt Shekarak är det ganska glesbefolkat, med 43 invånare per kvadratkilometer. Närmaste större samhälle är Tang-e Eram, 14,7 km söder om Shekarak. Omgivningarna runt Shekarak är i huvudsak ett öppet busklandskap.